# Svenska Mästerskapet 1901
Il Campionato svedese di calcio 1901 (svedese: Svenska Mästerskapet i Fotbol 1900) è stato la 6ª edizione del torneo. 
È stata vinta dall'AIK al secondo titolo nazionale.

## Partecipanti
| Club         | Città     | Stagione precedente |
| ------------ | --------- | ------------------- |
| AIK          | Stoccolma | Campione di Svezia  |
| Göteborgs FF | Göteborg  | Non partecipante    |
| Örgryte      | Göteborg  | Finalista           |
| Örgryte 2    | Göteborg  | Non partecipante    |

## Risultati

### Semifinali
| Squadra 1 | Risultato | Squadra 2    |
| --------- | --------- | ------------ |
| Örgryte 2 | 1 - 0     | Göteborgs FF |
| Örgryte   | 0 - 3     | AIK          |

### Finale
| Stoccolma , ore CEST | AIK | – | Örgryte 2 |  |